# La Madeleine-de-Nonancourt

La Madeleine-de-Nonancourt este o comună în departamentul Eure, Franța. În 1 ianuarie 2022 avea o populație de 1.160 de locuitori.